# Orgilus distinguendus
Orgilus distinguendus är en stekelart som beskrevs av Taeger 1991. Orgilus distinguendus ingår i släktet Orgilus och familjen bracksteklar. Inga underarter finns listade i Catalogue of Life.